# National University Hospital
Das National University Hospital (NUH) ist ein Universitätsklinikum in Kent Ridge, Singapur. Das NUH wurde 1985 gegründet und gilt als das älteste Universitätskrankenhaus in Singapur. Es bietet spezialisierte medizinische Versorgung und versorgt mit etwa 1.200 Betten über eine Million Patienten pro Jahr. Außerdem dient es als klinisches Ausbildungszentrum und Forschungszentrum für die medizinischen und zahnmedizinischen Fakultäten der National University of Singapore (NUS).
NUH ist das Flaggschiff-Krankenhaus des National University Health Systems (NUHS) und das wichtigste Lehrkrankenhaus der NUS Yong Loo Lin School of Medicine. Der Campus umfasst drei nationale Spezialzentren, nämlich das National University Cancer Institute, Singapur (NCIS), das National University Heart Centre, Singapur (NUHCS) und das National University Center for Oral Health, Singapur (NUCOHS).

## Geschichte
Das NUH war 1972 ursprünglich als Kent Ridge Hospital bekannt. mit einem zweiten Plan, der 1975 von der damaligen University of Singapore Development Unit erstellt wurde, als das Krankenhaus in der Gegend von Kent Ridge geplant wurde. Zunächst waren 752 Betten und Baukosten von 143 Millionen US-Dollar geplant. Die Kosten beliefen sich schließlich aber auf 193 Millionen US-Dollar. Der Bau begann 1980 und das gesamte Projekt wurde Ende 1984 abgeschlossen. Das NUH war das erste privat geführte, staatliche Krankenhaus und wurde von Temasek Holdings verwaltet.
Das NUH wurde am 15. Januar 1985 von Kent Ridge Hospital in National University Hospital umbenannt und der Öffentlichkeit zugänglich gemacht. Am 24. Juni 1985 konnten die ersten Patienten aufgenommen werden, nachdem zwei Abteilungen, die für Medizin und für Orthopädische Chirurgie, geöffnet wurden. Das Krankenhaus wurde am 17. Juni 1986 von Goh Chok Tong, dem damaligen Ersten Stellvertretenden Premierminister und Verteidigungsminister, offiziell eröffnet. Das Personal erhielt die klinische Ausbildung am Singapore General Hospital (SGH), wo sich die medizinische Fakultät der Universität befand, bis sie 1986 auf den neuen NUS-Campus in Kent Ridge umzog.
Das Krankenhaus war ursprünglich im Besitz von Temasek Holdings, einer staatlichen Beteiligungsgesellschaft. Es unterstand ab 1987 der Health Corporation of Singapore (HCS) des Gesundheitsministeriums. 1990 beschloss die Regierung, die Leitung des Krankenhauses an die National University of Singapore (NUS) zu übertragen. Dies entsprach der Idee der Regierung, die NUH zur wichtigsten medizinischen Lehreinrichtung Singapurs zu machen. Außerdem beschloss die Regierung, hochspezialisierte Versorgung nur an dem SGH und dem NUH bereitzustellen. Alle anderen Krankenhäuser sollten nur allgemeine Fachabteilungen beherbergen. Da das NUH ein zu großer Betrieb war, um von Temasek Holdings zur National University of Singapore vollständig auf einmal übertragen zu werden, wurde es phasenweise an die NUS übertragen. Das Krankenhaus verfügte ein siebenstöckiges Hochhaus mit 200 Betten, acht Operationssälen und Intensivstationen auf einer Fläche von 3,2 ha hinzu und kostete 100 Millionen SGD.
Im Januar 2008 schlossen sich die NUH und die Yong Loo Lin School of Medicine and Faculty of Dentistry der National University of Singapore zum National University Health System zusammen. Dies sollte dazu beitragen, den Bedarf im Gesundheitswesen zu decken. Pläne für das National University Cancer Institute, Singapur (NCIS) wurden 2009 bekannt gegeben. Um dem steigenden und erwarteten Aufwärtstrend der Nachfrage im Gesundheitswesen gerecht zu werden, wurde die Infrastruktur auf dem Campus von Kent Ridge ausgebaut, um umfangreiche Forschungs- und Bildungseinrichtungen im Gebäude des NUHS Centre for Translational Medicine und zwei nationale Zentren für Krebs- und Herz-Kreislauf-Medizin auf dem NUH-Gelände unterzubringen.
Im April 2014 zog das National University Cancer Institute in Singapur (NCIS) in das NUH Medical Centre ein. Es bietet eine ganzheitliche und umfassende Betreuung, Verwaltung und Behandlung sowohl erwachsener als auch pädiatrischer onkologischer Patienten aus einer Hand. Auf über 13.000 Quadratmetern und den Ebenen 8, 9 und 10 ist das NCIS neben anderen ambulanten medizinischen Fachrichtungen im NUH Medical Center untergebracht und ein One-Stop-Center für die Prävention, das Management und die Behandlung von Krebs.
Das 19-stöckige NUH Medical Center, das seit Juli 2013 in Betrieb ist und mehrere Mieter wie Uniqlo hat, ist die neueste ambulante Einrichtung des Krankenhauses, die hauptsächlich subventionierte Patienten versorgt. Direkt über der MRT-Station von Kent Ridge gelegen, bietet es insbesondere älteren Patienten mehr Zugänglichkeit und Komfort. Die Gebäude sind durch Brücken verbunden.